# Ignacio Trelles
Ignacio Trelles Campos (Guadalajara, Jalisco; 31 de julio de 1916-Ciudad de México, 24 de marzo de 2020), conocido en el ámbito futbolístico mexicano como Don Nacho, fue un futbolista, director técnico y supervisor de fuerzas básicas del fútbol mexicano. Fue uno de los máximos referentes de ese deporte en México; pese a no tener una larga y fructífera carrera futbolística, se convirtió en el técnico más exitoso en la historia de la Primera División de México, con un total de 15 títulos nacionales e internacionales. Falleció a la edad de 103 años, a causa de un infarto.

## Carrera como futbolista
Se inició como futbolista con el club Necaxa de 1934 a 1943, donde fue campeón de liga en 1934-35, 1936-37 y 1937-38, y de la Copa México en 1934-35, siendo consecuentemente Campeonismo de esa campaña. Posteriormente pasó al América (1943-46), CF Monterrey (1946), Vikings de Chicago en Estados Unidos (1948), y finalmente se retiró con CF Atlante en 1948, tras sufrir una fractura de tibia y peroné en la pierna derecha.
Clubes como jugador
| Club      | Año       |
| --------- | --------- |
| Necaxa    | 1934-1943 |
| América   | 1943-1946 |
| Monterrey | 1946-1946 |
| Atlante   | 1948-1948 |

## Carrera como entrenador
En 1950 inició su carrera como entrenador dirigiendo al Zacatepec de la segunda división mexicana, con el que ascendió a Primera División el 7 de mayo de 1951, cuando los Cañeros aseguraron el título al derrotar 2-0 al Toluca. Debutó en Primera división el 29 de julio de 1951, con la victoria 8-0 de Zacatepec ante Veracruz, siendo este el debut más goleador de cualquier franquicia en la Liga. Luego pasó a dirigir al desaparecido club Marte, logrando su primer título de liga en la temporada 1953-54. Posteriormente regresó a Zacatepec y, tras obtener dos títulos de liga en 1954-55 y 1957-58, fue llamado como asistente del director técnico de la  selección mexicana de fútbol Antonio López Herranz para el campeonato del mundo de Suecia 1958, comenzando así su larga carrera como entrenador del cuadro nacional, mismo que alternó (permitido en esos tiempos) con su trabajo en clubes. Recomendado por Guillermo Cañedo de la Bárcena a Emilio Azcárraga Milmo, fue contratado como director técnico del América, al que condujo a dos subcampeonatos de liga en las temporadas 1961-62 y 1963-64.
Dirigió, ya como entrenador oficial, a la selección mexicana de fútbol en las Copas del mundo de Chile 1962 e Inglaterra 1966, con resultados muy positivos para la época (6 juegos: 1 victoria, 2 empates y 3 derrotas), incluida la primera victoria de México en una Copa del mundo, al vencer 3-1 a la postre subcampeona Checoslovaquia, el 7 de junio de 1962. En este periodo obtuvo la Copa de Naciones de la CONCACAF de 1965 en Guatemala y el tercer lugar del Campeonato Panamericano de Fútbol en Costa Rica 1960. Su notable desempeño lo llevó a ser entrenador absoluto de la selección mayor de México en cinco ocasiones, siendo la última en el Copa de Naciones Norteamericana 1991, cuando acudió como técnico de uno de los dos planteles armados por la Federación para afrontar este torneo y una serie de partidos amistosos previamente pactados, simultáneos al torneo oficial de la NAFC, mismos que dirigió el titular del cargo, Manuel Lapuente.
Emigró al Toluca en 1966 luego de su infructuoso paso por el América, y después a Cruz Azul, club con el que permaneció 7 años ininterrumpidos y dirigió 206 partidos de liga entre 1976 y 1983. En la parte final de su carrera como técnico comandó al Atlante (1983-1985), a los Leones Negros de la UDG (1986-1989) y al Puebla FC (1990-1991), clubes con lo que nunca obtuvo ningún título de liga, solo la Copa de Campeones de la Concacaf 1983 con Atlante. Su último partido fue el 15 de junio de 1991 en el juego de vuelta de la semifinal del torneo de liga 1990-91, en la que su equipo el Puebla FC cayó 1-0 ante el local Pumas de la UNAM.
Durante su carrera profesional fue campeón con Marte (1953-54) y bicampeón con Zacatepec (1954-55 y 1957-58), Toluca (1966-68) y Cruz Azul (1978-80), además de 2 Liga de Campeones de la Concacaf (1968) y (1983), 2 de Copa México, 4 de Campeón de Campeones y un Campeonato de la Segunda División (1951). Con clubes de la Primera División, dirigió 1083 juegos (463 victorias, 319 empates y 301 derrotas) y se convirtió en el técnico con más partidos dirigidos en la Primera División de México.

### Equipos dirigidos como entrenador

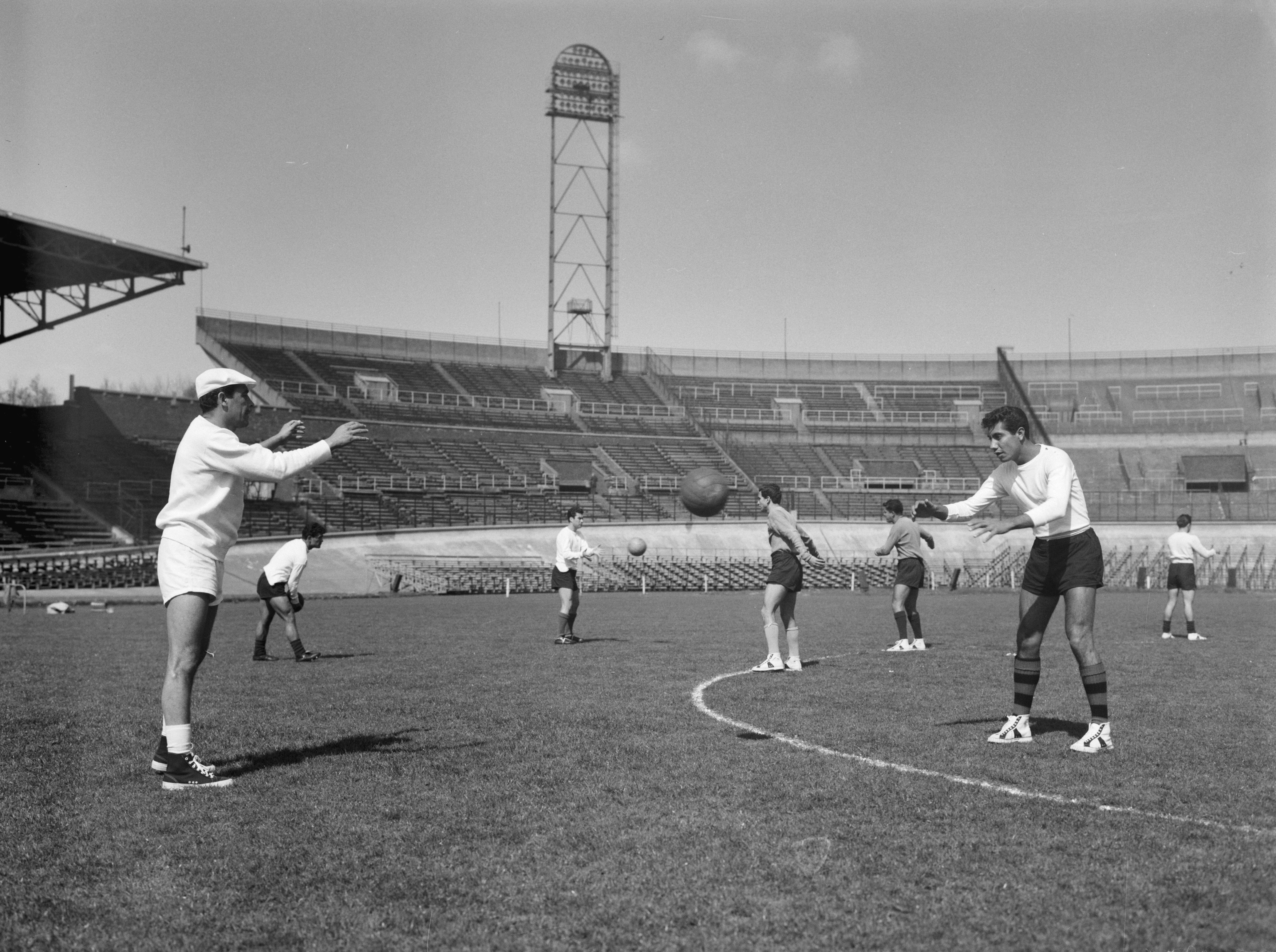
Ignacio Trelles en un entrenamiento.

| Club         | País   | Año       |
| ------------ | ------ | --------- |
| Zacatepec    | México | 1950-1952 |
| Cuautla      | México | 1953      |
| Marte        | México | 1953-1954 |
| Zacatepec    | México | 1954-1961 |
| Club América | México | 1961-1964 |
| Toluca       | México | 1966-1972 |
| Puebla       | México | 1972-1975 |
| Cruz Azul    | México | 1976-1983 |
| Atlante      | México | 1983-1985 |
| U de G       | México | 1986-1989 |
| Puebla       | México | 1990-1991 |

### Participaciones en Juegos Olímpicos
| Copa                     | Sede   | Resultado     |
| ------------------------ | ------ | ------------- |
| Juegos Olímpicos de 1964 | Tokio  | Primera ronda |
| Juegos Olímpicos de 1968 | México | Semifinales   |

## Palmarés

### Campeonatos nacionales
| Título               | Club      | País   | Torneo  |
| -------------------- | --------- | ------ | ------- |
| Segunda División     | Zacatepec | México | 1950-51 |
| Primera División     | Marte     | México | 1953-54 |
| Primera División     | Zacatepec | México | 1954-55 |
| Campeón de Campeones | Zacatepec | México | 1954    |
| Copa México          | Zacatepec | México | 1956-57 |
| Primera División     | Zacatepec | México | 1957-58 |
| Campeón de Campeones | Zacatepec | México | 1958    |
| Copa México          | Zacatepec | México | 1958-59 |
| Primera División     | Toluca    | México | 1966-67 |
| Campeón de Campeones | Toluca    | México | 1967    |
| Primera División     | Toluca    | México | 1967-68 |
| Campeón de Campeones | Toluca    | México | 1968    |
| Primera División     | Cruz Azul | México | 1978-79 |
| Primera División     | Cruz Azul | México | 1979-80 |

### Campeonatos internacionales
| Título                           | Club    | País   | Torneo |
| -------------------------------- | ------- | ------ | ------ |
| Copa de Campeones de la CONCACAF | Toluca  | México | 1968   |
| Copa de Campeones de la CONCACAF | Atlante | México | 1983   |

### Distinciones individuales
| Distinción                                              | Año  |
| ------------------------------------------------------- | ---- |
| Mejor director técnico de la Primera División de México | 1979 |
| Mejor director técnico de la Primera División de México | 1980 |
| Balón de Oro por su trayectoria en la Liga MX           | 2017 |

## Datos relevantes
- Es el segundo entrenador con más partidos de liga dirigidos en la historia de la Primera División de México (1083).
- Es uno de los dos entrenadores con más títulos de liga en la era profesional, con siete (Marte 1953-54, Zacatepec 1954-55 y 1957-58, Toluca 1966-67 y 1967-68, Cruz Azul 1978-79 y 1979-80).
- Él, Víctor Manuel Vucetich y Antonio Mohamed han sido los tres únicos técnicos que se han coronado como campeón de liga en cuatro diferentes clubes.
- Es el director técnico con más juegos internacionales dirigidos a la Selección mexicana de fútbol (117).
- Es uno de los dos directores técnicos con más títulos oficiales de clubes en la historia del fútbol mexicano (15).[8]

## Vida familiar
Su hijo, Eduardo Trelles, es comentarista deportivo en la televisión y en la prensa de México.[cita requerida]